# Cryptochironomus redekei
Cryptochironomus redekei är en tvåvingeart som först beskrevs av Kruseman 1933.  Cryptochironomus redekei ingår i släktet Cryptochironomus och familjen fjädermyggor. Arten har ej påträffats i Sverige. Inga underarter finns listade i Catalogue of Life.